# Spuk von Tegel
Der Spuk von Tegel ist ein Fall von Poltergeist-Spuk in Tegel, damals Vorort von Berlin, im Jahr 1797, der Eingang in die deutsche Literaturgeschichte fand.

## Spuk
Ausgangspunkt ist ein Bericht in den Berlinischen Blättern, dem Nachfolgeorgan der Berlinischen Monatsschrift des Aufklärers Friedrich Gedike vom 8. November 1797.
Demzufolge hätte sich im Haus des Oberförsters Schulz in Tegel seit einiger Zeit unerklärliches nächtliches Gepolter bemerkbar gemacht, und zwar hauptsächlich in Nächten mit Mondschein.
Diese Ereignisse wurden durch den Oberforstmeister von Burgsdorff der Gesellschaft Naturforschender Freunde zu Berlin bekannt gemacht, wo man sich entschloss, durch eine Geisterjagd Aufklärung zu schaffen, da Berichte über den Spuk im Berliner Publikum zu kursieren begannen.
Diese Geisterjagd fand dann am 13. September und 2. Oktober 1797 statt. Die Geräusche ertönten jeweils in der Zeit um Mitternacht in einem Korridor, in dem sich auch eine eiserne Truhe befand, aber nur dann, wenn niemand sich in dem Korridor aufhielt. Beim ersten Besuch wurden die Geräusche gehört, die Herkunft konnte aber nicht festgestellt werden, u. a. weil die Tür des angrenzenden „Logierzimmers“, in dem die Gesellschaft sich aufhielt, sich nur mit Verzögerung öffnen ließ. Beim zweiten Mal wurde nach Betreten des Korridors auf der Truhe ein mit einer Gartenschnur umwickeltes Holz gefunden. Alle wahrgenommenen Geräusche konnten mit Hilfe dieses Holzes und der Truhe sowie eines über das Holz einer Tür gleitenden nassen Daumens reproduziert werden, wonach man ein Protokoll verfasste und den Spuk als aufgeklärt betrachtete.

## Nicolai und seine Gegner
Dieser an sich triviale Fall eines Poltergeist-Phänomens wäre vergessen worden, hätte ihn nicht Goethe aufgegriffen. Im Frühjahr 1791 hatte der Aufklärer Friedrich Nicolai unter nervösen Störungen gelitten, in deren Folge er buchstäblich Gespenster sah. Diese Störungen wurden damals durch Ansetzen von Blutegeln am Gesäß – nach Nicolais Ansicht erfolgreich – behandelt. Auch das wäre ohne Folge geblieben, hätte Nicolai sich nicht bemüßigt gefühlt, von seiner Störung und deren Kur 1799 vor der Berliner Akademie der Wissenschaften zu berichten. In dieser Abhandlung erwähnt Nicolai auch den Spuk von Tegel.
1775 hatte Nicolai eine Freuden des jungen Werthers benannte Parodie auf Die Leiden des jungen Werthers von Goethe verfasst, die der erzürnte Dichterfürst sofort mit einem bösen Gedicht (Nicolai auf Werthers Grabe) quittierte. Die Nicolaische Abhandlung über die Behandlung von Gespenstersehen durch Blutegel am After bot nun eine willkommene Angriffsfläche und Goethe nahm die Gelegenheit wahr, Nicolai als „Proktophantasmist“ (Steißgeisterseher) in der Walpurgisnachtszene des 1808 gedruckten Faust I zugleich lächerlich und unsterblich zu machen. Hier erscheint dann auch der Bezug auf den Spuk von Tegel:
PROKTOPHANTASMIST:

   Ihr seid noch immer da! Nein, das ist unerhört.

   Verschwindet doch! Wir haben ja aufgeklärt!

   Das Teufelspack, es fragt nach keiner Regel.

   Wir sind so klug, und dennoch spukt’s in Tegel.

   Wie lange hab’ ich nicht am Wahn hinausgekehrt,

   Und nie wird's rein; das ist doch unerhört!
Dazu einige Verse später Mephistopheles:
MEPHISTOPHELES:

   Er wird sich gleich in eine Pfütze setzen,

   Das ist die Art, wie er sich soulagiert,

   Und wenn Blutegel sich an seinem Steiß ergetzen,

   Ist er von Geistern und von Geist kuriert.
Dass der Spuk von Tegel nun Teil des deutschen Literaturkanons war, veranlasste Ludwig Bechstein, ihn in sein 1853 erschienenes Deutsches Sagenbuch aufzunehmen. Bechsteins Darstellung ist allerdings unzutreffend, da es nicht in Schloss Tegel gespukt hat, sondern eben in der heute nicht mehr existierenden, in der Nähe des Schlosses gelegenen alten Försterei. Außerdem wäre nach Bechstein Nicolai der Besitzer des Schlosses gewesen, das aber zu der Zeit im Besitz von Wilhelm von Humboldt war. Die Quelle der anderen von Bechstein genannten Details, beispielsweise der sichtbaren, mehrgestaltigen Erscheinung eines Gespensts, ist nicht bekannt.
Die Fassung von Bechstein wurde auch von Johann Georg Theodor Grässe in dessen Sagenbuch des Preußischen Staates übernommen.
Nicht zu verwechseln ist diese Spukgeschichte mit der ganz in der Nähe lokalisierten Sage über die „Spukmühle in Tegel“. Dabei handelt es sich um eine etwas abgewandelte Fassung der Sage von der „zerschlagenen Hexe“ von Rathenow.

## Gedruckte Quellen
- [Anonym]: Über das nächtliche Gepolter in Tegel (1½ Meile von Berlin). In: Berlinische Blätter 1 (1797), Zweytes Vierteljahr, Nr. 6 vom 8. November 1797, S. 161–179 (Digitalisat).
- Nachricht von der wahren Beschaffenheit des nächtlichen Gepolters in Tegel bey Berlin im Jahr 1797. aus dem darüber geführten Protokoll der Herren Justizamtmann Cöler; Prediger Herbst; Oberbergrath Karsten; Professor Klaproth; Geh. Postsekr. Otto; Oberkonsistorialrath Zöllner. Carl August Nicolai, Berlin 1798 (Digitalisat).
  - Zweyte verbesserte Aufl. Carl August Nicolai, Berlin 1799 (Digitalisat).
- Friedrich Nicolai: Beispiel einer Erscheinung mehrerer Phantasmen nebst einigen erläuternden Anmerkungen. Vorgelesen in der K. Akademie der Wissenschaften zu Berlin den 28. Hornung 1799. Berlin [1799] (Digitalisat). 
  - Auch in der in Nicolais Verlag erscheinenden Neuen Berlinischen Monatsschrift 1 (1799), Mai 1799, S. 321–360 (Digitalisat).